# 天主教圣母会旧址 (武汉市)
天主教圣母会旧址，位于中华人民共和国湖北省武汉市硚口区宝丰街道，是武汉市文物保护单位。

## 简介
原为天主教圣母会修士开办的法文专门学校校址（汉口法汉中学前身）。天主教圣母会修士于1920年购地修建教学楼和修士楼各一栋及其他房舍，于1923年夏建成，教学楼仿法国宫殿式楼形，主楼二层，下有近三米高的地下室，二层之上仍有相当高的空间，为库房。屋顶两旁有尖形塔楼。民国十八年（1929年）转卖给方济各会，作为“汉口方济各会圣母院”。该院奉圣母玛利亚为主保圣人，简称圣母院。圣母院以培养入会修士攻读神哲学而晋升神父为宗旨，经过该院培训而晋升神父的中国籍会士有50余人。1954年停办。20世纪90年代末，圣母院原法国宫殿式建筑被烧毁，现已全部拆除。今仅存有教师楼。

## 文物保护情况
2011年3月21日，被武汉市人民政府评为第五批武汉市文物保护单位。
其作为文物的保护范围为：天主教圣母会旧址本体及周围一定范围。四至：以圣母会旧址外墙为界，四周各向外延伸10米。
其作为文物的建设控制地带为：以保护范围四至为界，南、西、北面各向外延伸20米，东面向外延伸至现状道路南侧边线及宝丰二路西侧规划道路红线。